# Andreas Dettwiler
Andreas Dettwiler, né le 16 septembre 1960 à Soleure, est un bibliste et théologien protestant suisse, professeur de Nouveau Testament à l'université de Genève. Son domaine de recherche comprend notamment les épîtres de Paul, l'évangile selon Jean et le christianisme primitif dans l'Antiquité gréco-romaine.

## Biographie
Après ses études de théologie à l'université de Berne puis à celle de Tübingen, Andreas Dettwiler enseigne le Nouveau Testament à l'université de Neuchâtel en tant qu'assistant. Il devient ensuite maître-assistant à l'université de Zurich. Professeur de Nouveau Testament à l'université de Neuchâtel (1994-2004), il est nommé en 2004 professeur de Nouveau Testament à l'université de Genève, où il devient vice-doyen puis doyen de la faculté de théologie (2005-2013).

## Publications

### Ouvrages
- Die Gegenwart des Erhöhten. Eine exegetische Studie zu den johanneischen Abschiedsreden (Joh 13,31–16,33) unter besonderer Berücksichtigung ihres Relecture-Charakters, Göttingen, Vandenhoeck & Ruprecht, 1995
- Dans les coulisses de l'Évangile. Conversations avec Matthieu Mégevand, Labor et Fides, 2016

### Direction d'ouvrages
- Avec Jean Zumstein, Kreuzestheologie im Neuen Testament, Tübingen, Mohr Siebeck, 2002
- Avec Jean-Daniel Kaestli et Daniel Marguerat, Paul, une théologie en construction, Labor et Fides, 2004
- Avec Daniel Marguerat, La Source des paroles de Jésus (Q) : aux origines du christianisme, Labor et Fides, 2008  (ISBN 9782830913415)
- Avec Uta Poplutz, Studien zu Matthäus und Johannes : Festschrift für Jean Zumstein zu seinem 65 Geburtstag (études sur Matthieu et Jean : Mélanges offerts à Jean Zumstein pour son 65e anniversaire), Theologischer Verlag, Zürich, 2009
- Jésus de Nazareth : Études contemporaines, avec Daniel Marguerat, Gerd Theissen, Jean Zumstein, Enrico Norelli et al., Labor et Fides, 2017  (ISBN 978-2-8309-1642-3)
- Avec Christophe Chalamet et al., Game Over ? Reconsidering Eschatology, Berlin, Boston, Walter de Gruyter, 2017

### Participation à des ouvrages collectifs
- Avec Martin Rose, Maudit quiconque est pendu au bois : La crucifixion dans la loi et dans la foi, Lausanne, éditions du Zèbre, 2002
- Camille Focant et Daniel Marguerat (dir.), Le Nouveau Testament commenté, Bayard/Labor et Fides, 2012, 4e éd.  (ISBN 978-2-227-48708-6)